# Edna Molewa
Bomo Edith Edna Molewa (23 tháng 3 năm 1957 – 22 tháng 9 năm 2018) là một nữ chính trị gia Nam Phi và là thành viên của Đại hội Dân tộc Phi. Molewa trở thành Bộ trưởng Bộ Nước và Môi trường Nam Phi vào ngày 31 tháng 10 năm 2010, như là một phần của cuộc cải tổ nội các của Tổng thống Jacob Zuma. Vào ngày 25 tháng 5 năm 2014, Bộ của cô đã được chia và Edna Molewa được bổ nhiệm làm Bộ trưởng Bộ Môi trường. Cô đã thành công Buyelwa Sonjica. Trước khi qua đời, Edna Molewa đang theo học chương trình Cử nhân danh dự về nghiên cứu phát triển thông qua Đại học Nam Phi.

## Sự nghiệp chính trị
Edna Molewa đã tham gia vào phong trào giải phóng Nam Phi từ năm 1976 đến năm 1990. Trong thời gian đó, cô là thành viên của nhiều tổ chức phát triển kinh tế khu vực và hoạt động. Bắt đầu từ năm 1984, bà là chủ tịch của Liên minh Công nhân Thương mại, Phục vụ và Đồng minh Nam Phi và cuối cùng trở thành phó chủ tịch. Năm 1994, Edna Molewa trở thành nữ Chủ tịch đầu tiên của Ủy ban Danh mục Đầu tư về Thương mại và Công nghiệp, và năm 1996 tiếp tục làm thành viên của Hội đồng Điều hành về Du lịch, Môi trường và Bảo tồn.
Edna Molewa cũng là thành viên của Hội đồng điều hành về phát triển kinh tế và du lịch từ năm 1998 đến năm 2000. Từ năm 2000 đến 2004 Molewa là thành viên của Hội đồng điều hành về các vấn đề nông nghiệp, bảo tồn và môi trường. Vào ngày 30 tháng 4 năm 2004, cô trở thành người phụ nữ đầu tiên của Chính quyền tỉnh Tây Bắc, một bài đăng cô giữ cho đến năm 2009, và được ghi nhận là đã đưa tỉnh này đi đúng hướng. Trong một thời gian ngắn Molewa được bổ nhiệm làm Bộ trưởng Phát triển Xã hội, nhưng năm 2010 đã trở thành Bộ trưởng Bộ Nước và Môi trường sau khi cải tổ nội các, thay thế Buyelwa Sonjica. Vào tháng 5 năm 2014, bộ phận này đã bị chia tách và Edna Molewa trở thành bộ trưởng của Bộ Môi trường mới, một vị trí mà cô giữ cho đến khi qua đời vào tháng 9 năm 2018.